# 对氧磷酶
对氧磷酶（PON）是一種蛋白質，目前有三種，分別是PON1、PON2與PON3，此三者皆是人類基因，三者皆位於7號染色體上。它是一種高密度脂蛋白所運送的水解酵素，最早被發現可以分解巴拉松（Paraoxon），故稱為「巴拉松酶」（Paraoxonase）。
近期的研究認為屏氧酶與冠心病的發生發展密切相關。

## 外部連結
- （英文）Definition of Paraoxonase （页面存档备份，存于）